# アムメン (DD-35)
|          |                                                    |
| 艦歴     |                                                    |
| 発注     |                                                    |
| 起工     | 1910年3月29日                                      |
| 進水     | 1910年9月20日                                      |
| 就役     | 1911年5月23日（海軍） 1925年1月22日（沿岸警備隊）  |
| 退役     | 1919年12月11日（海軍） 1931年5月18日（沿岸警備隊） |
| その後   | 売却                                               |
| 除籍     | 1934年7月5日                                       |
| 性能諸元 |                                                    |
| 排水量   | 883トン                                            |
| 全長     | 293 ft 10 in (89.6 m)                              |
| 全幅     | 26 ft 10? in (8.2 m)                               |
| 吃水     | 8 ft 4 in (2.5 m)                                  |
| 機関     | 重油専焼缶4基                                      |
| 最大速   | 30.48ノット (56 km/h)                              |
| 乗員     | 士官、兵員83名                                     |
| 兵装     | 3インチ砲5門 18インチ魚雷発射管6門                 |

アムメン (USS Ammen, DD-35) は、アメリカ海軍の駆逐艦。ポールディング級駆逐艦の1隻。艦名はダニエル・アムメン少将に因む。

## 艦歴
アムメンは1910年3月29日にニュージャージー州カムデンのニューヨーク造船所で起工した。1910年9月20日にエセル・C・アンドリュースによって命名、進水し、1911年5月23日にペンシルベニア州フィラデルフィアで艦長ロイド・W・タウンゼント中尉の指揮下就役する。
就役後アムメンは大西洋艦隊に配属され、水雷小艦隊と共に東海岸沿いに活動した。1914年にヨーロッパで第一次世界大戦が勃発すると、アムメンは中立パトロールおよび護衛任務を東海岸沿いに行う。1917年4月にアメリカ合衆国が参戦、アムメンはバハマに向かい、偵察任務に就く。帰国後は5月6日にフィラデルフィア海軍造船所に入渠し、海外任務のための改装を行う。アムメンは駆逐艦隊第9分艦隊に配属され、6月18日にフランスのサン・ナゼールに向けて出航した。
船団は7月2日にサン・ナゼールに到着、アムメンはそこからアイルランドのクイーンズタウンに向かい、同地でアメリカ海軍部隊に合流した。アムメンはアイルランドとフランス間の船団護衛任務、アイルランド沖での対潜哨戒任務に従事した。1919年1月に帰国、メキシコ湾を巡航し、1919年12月11日にフィラデルフィアで退役した。1920年7月17日に DD-35 に指定され、その後もフィラデルフィアで保管されたが、1924年4月28日に沿岸警備隊に移管される。沿岸警備隊では CG-8 に指定された。アムメンは沿岸警備隊の密造酒取り締まり部隊「ラム・パトロール」の1隻として任務に従事した。
1931年5月22日にアムメンは海軍に返還され、予備役のまま保管された。その後艦種番号は再び DD-35 に変更された。アムメンは1934年7月5日に除籍され、ブルックリンのマイケル・フリン社に売却された。